# البنات عايزة إيه (فلم)
البنات عايزة إيه هو فيلم دراما كوميدي رومانسي مصري للمخرج حسن الصيفي عام 1980، كتب القصة والسيناريو والحوار أحمد عبد الوهاب. الفيلم من بطولة سهير رمزى ومحمود عبد العزيز وسمير غانم وأحمد عدوية  وتدور الأحداث حول ليلى الشابة التي ترفض الزواج إلا من شاب ليست له علاقات عاطفية سابقة.
صدر الفيلم إلى دور العرض المصرية في 19 سبتمبر 1980.
منح موقع قاعدة بيانات الأفلام على الإنترنت (IMDB) الفيلم درجة 5.3/ 10.
منح موقع قاعدة بيانات الأفلام العربية «السينما.كوم» الفيلم درجة 5.2/ 10.

## طاقم التمثيل
سهير رمزي: في دور ليلى شكري (الباحثة عن شاب للزواج بلا خبرات سابقة)
محمود عبد العزيز: في دور كمال سالم (مهندس الديكور، وزير النساء)
سمير غانم: في دور أحمد عبد السلام (محرر باب «حكم عقلك»)
هياتم: في دور عزة (الراقصة وعشيقة كمال ومختار أيضا)
أحمد عدوية: في دور مختار (زير النساء وعشيق الراقصة عزة)
صلاح نظمي: في دور رئيس تحرير مجلة «الحياة الجديدة»
نبيل الهجرسي: في دور عبد المنعم (خال ليلى)
سلامة إلياس: في دور الدكتور شكري (والد ليلى)
محمد شوقي: في دور سكرتير كمال
صالح الإسكندراني: في دور البواب
هيام عبد اللطيف: في دور زميلة ليلى بالمصنع
بالاشتراك مع: توفيق الكردي - أمل إبراهيم - ماري إبراهيم - نادية شمس الدين - أميمة سليم - منى عبد الله - منى أبو الفتوح - حياة كامل - نادية أنور - أحمد جمهورية - حسن توتاله - فاتن فؤاد.

## أحداث الفيلم
تعمل ليلى شكري (سهير رمزي) بشركة ألكترونيات، وهي متأثرة بما حدث لشقيقتها التي فسخت خطبتها بسبب علاقتها العاطفية السابقة، ولذلك تصمم ليلى على الزواج من رجل ليست له تجارب سابقة، وقد فسخت خطبتها لثلاثة من قبل ثبت أن لهم تجارب سابقة. يعمل كمال سالم (محمود عبد العزيز) مهندس ديكور، وهو زير نساء، وعلى علاقة بالراقصة عزة (هياتم) التي سببت له المشاكل لثنائية علاقتها بزير النساء الآخر مختار (أحمد عدوية) الذي طارده، فلجأ إلى صديقه الصحفي بمجلة «الحياة الجديدة» أحمد عبد السلام (سمير غانم) محرر باب «حكم عقلك». يأمر رئيس التحرير المجلة (صلاح نظمي) بنقل أحمد إلى صفحة الحوادث، بينما يرسل شكري خالد (سلامه إلياس) والد الشابة ليلى خطابا لباب «حكم عقلك» يشكو فيه من رغبتها في الزواج من رجل بلا ماضي، ويعجب كمال بتلك الفتاة ويطلب من أحمد عنوانها ليتزوجها، ويرفض أحمد لعدم ثقته في كمال الذي يحرر خطاب للباب باسم مستعار، يخبرهم انه شاب بلا ماض، يريد الزواج من فتاة بلا ماض، وهكذا يحصل على عنوانها. يتوجه كمال لخطبتها من والدها، وتتردد ليلى، وتقوم بالعديد من التحريات للتأكد من تاريخ كمال. كان كمال مستعدا لتلك التحريات فمرت بسلام، غير أن عزة الراقصة رأتهم في إشارة المرور ونادت عليه، فتجاهلها وأقنع ليلى بأنها تتوهم. تقرر ليلى اختبار كمال للمرة الأخير، وتصارحه بأن لها ماض مخجل مع شباب خدعها، وتطلب المغفرة، ولكن كمال يفشل في الاختبار وتثور أعصابة ويخبرها أنه أيضا صاحب خبرات سابقة كثيرة. يكتشف كمال خدعة ليلى ويلجأ لصديقه أحمد ليصلح بينه وبين ليلى  التي تكتشف أن أحمد لا تجارب له، فتقرر أن تتزوجه بدلا من كمال. كان كمال لديه خطابات غرامية، كان أحمد قد كتبها منذ 7 سنوات لزميلته بالجامعة سامية (أميمة سليم)، ولكنه لم يرسلها وأحبها في صمت. يقوم كمال بإرسال الخطابات إلى ليلى، وينفي أحمد تلك العلاقة. تتطور الأحداث ويظل الحب يربط بين كمال وليلى وتتنازل عن شرطها وتقرر الزواج من كمال.

## روابط خارجية
- مقالات تستعمل روابط فنية بلا صلة مع ويكي بيانات